# バレンシア自治州管弦楽団
バレンシア自治州管弦楽団（バレンシアじちしゅうかんげんがくだん、カタルーニャ語: Orquestra de la Comunitat Valenciana、略称:OCV）は、スペインのバレンシア州 バレンシアに本拠を置くオーケストラ。

## 概要
2006年にソフィア王妃芸術宮殿の開場と共に設立された。世界各国からオーディションを経て選ばれた音楽家たちで組織され、本拠地であるソフィア王妃芸術宮殿（Palau de les Arts Reina Sofía）の専属オーケストラとして、オペラ、バレエ公演及びシンフォニー・コンサートを行っている。
初代音楽監督ロリン・マゼール、地中海フェスティバル会長ズービン・メータの他、リッカルド・シャイー、アンドリュー・デイヴィス、ヴァレリー・ゲルギエフ、ジャナンドレア・ノセダ、ジョルジュ・プレートルなどの巨匠指揮者達が客演し、オペラと交響曲の両方を演奏できる質の高いアンサンブルを創り上げた。

ズービン・メータ指揮によるワーグナーのニーベルングの指環の全4部作上演は国際的な注目を集めた。
ロリン・マゼールの後、オメール・メイア・ウェルバー、ロベルト・アバド、ファビオ・ビオンディ、ジェームズ・ガフィガンらが音楽監督を務める。

## 歴代音楽監督
- ロリン・マゼール（2006年–2011年）
- オメール・メイア・ウェルバー（2011年–2014年）
- ロベルト・アバド（2015年–2019年）
- ファビオ・ビオンディ (2015年–2018年)
- ジェームズ・ガフィガン (2021年– )
- マーク・エルダー (2025年- ) 次期音楽監督[5]